# Ват, Паулина Абрамовна
Паулина Абрамовна Ват (урождённая Лев), более известная под псевдонимом Оля Ватова (26 апреля 1903, Варшава, Российская империя — 9 февраля 1991, Париж, Франция) — польская писательница и переводчица.

## Биография
Родилась в еврейской семье. Будучи юной девушкой, она начала обучение в Свободном польском университете, а в 1922 году начала обучение в школе актёрского мастерства. Через год познакомилась с поэтом Александром Ватом, по просьбе которого бросила занятия актёрским мастерством, а затем в январе 1927 года вышла за него замуж в варшавской синагоге. Работала секретарем в редакции «Miesięcznik Literacki» (главным редактором которой был Александр Ват); в литературном сообществе Варшавы ею восхищались за красоту, о чём свидетельствуют сохранившиеся высказывания, в том числе Яна Лехоня и Янины Броневской.
В июле 1931 года родился сын Паулины и Александра — Анджей Ват, а через два месяца Александра арестовали за коммунистическую деятельность. После освобождения Вата Паулина с сыном и мужем жили в Варшаве до начала Второй мировой войны, когда они решили бежать во Львов. Через четыре месяца после их прибытия, в январе 1940 года, НКВД организовал провокацию, в результате которой Александр Ват был арестован вместе с писателем Владиславом Броневским. В апреле Паулину с девятилетним сыном депортировали в Восточно-Казахстанскую область, где она тяжело работала физически. Через год, в 1941 году, ей разрешили поселиться с ребёнком на юге Казахстана (близ города Шымкент). В 1942 году она с мужем оказалась в Казахстане и с этого времени находились в ссылке — вместе, втроем — до 1946 года, когда им разрешили вернуться в Польшу.
В 1959 году, получив стипендию от Фонда Форда, семья Ват покинула Польшу. Первоначально они жили в Италии, затем переехали во Францию, где и обосновались — с 1961 года в Париже — постоянно (с двухлетним перерывом, когда находились в США). После смерти мужа (1967 г.) Паулина Ват работала над его литературным творчеством; она также опубликовала мемуары о временах депортации в Казахстан под названием «Все самое важное» (1984). На основе этих воспоминаний после смерти автора был снят фильм Роберта Глинского «Все самое важное» (1992), награждённый на 17-м Фестивале польского игрового кино в Гдыне (1992) Золотыми львами.